# Matthias Georg Monn
Matthias Georg Monn o Mann (Vienna, 9 aprile 1717 – Vienna, 3 ottobre 1750) è stato un compositore, organista e insegnante austriaco.
Insieme a Georg Christoph Wagenseil, Josef Starzer e ad altri compositori appartiene al cosiddetto Wiener Vorklassik (periodo che va dal 1730 al 1760). Il suo vero cognome era "Mann", ma preferì cambiarlo in "Monn", in quanto più confacente al dialetto parlato in Austria.

## Biografia
Sulla vita di Monn si conosce molto poco. Figlio di Jacob Mann e Katharina Päsching, da giovane cantò fino al 1731-1732 nel coro delle voci bianche del monastero di Klosterneuburg. Successivamente diventò organista dapprima a Klosterneuburg e poi a Melk. Verso il 1738 occupò la stessa posizione presso la Chiesa di San Carlo a Vienna.
Come membro basilare della corrente che anticipava la prima scuola viennese fu un insegnante di composizione ricercatissimo; tra i suoi allievi ebbe Johann Georg Albrechtsberger.

## Considerazioni sull'artista
Monn e i coevi Wagenseil e Leopold Mozart furono quei compositori austriaci che:
- studiavano ancora approfonditamente il contrappunto basandosi sui principi di Johann Sebastian Bach e Johann Joseph Fux;
- contribuirono al passaggio dal barocco al rococò, quindi favorendo il grazioso "stile galante";
- furono i primi ad occuparsi anche del rinnovamento della forma-sonata, nella quale ampliarono maggiormente la sezione dello sviluppo.

Monn compose 16 sinfonie, un certo quantitativo di quartetti, sonate, messe, nonché composizioni per violino e clavicembalo. Arnold Schönberg trascrisse per il violoncello un suo concerto per clavicembalo.